# Сарат (Актюбинская область)
Сарат (каз. Сарат) — село в Айтекебийском районе Актюбинской области Казахстана. Административный центр Саратского сельского округа. Код КАТО — 153458100.

## Население
В 1999 году население села составляло 1029 человек (516 мужчин и 513 женщин). По данным переписи 2009 года, в селе проживало 711 человек (370 мужчин и 341 женщина).